# Nobuo Arai
Nobuo Arai (Japans: 新井信男, Arai Nobuo) (1909 – 15 juni 1990) was een Japans zwemmer.
Nobuo Arai nam eenmaal deel aan de Olympische Spelen; in 1928. In 1928 nam hij deel aan de onderdelen 4x200 meter (estafette) vrije slag, 1500 meter vrije slag, en 400 meter vrije slag. In het onderdeel 4x200 meter vrije slag, maakt hij deel uit van het team dat het zilver wist te veroveren.
Nobuo Arai · 
Tokuhei Sada · 
Katsuo Takaishi · 
Hiroshi Yoneyama